# Ostružnica
Ostružnica (cyr. Остружница) – miasto w Serbii, w mieście Belgrad, w gminie miejskiej Čukarica. W 2011 roku liczyło 4218 mieszkańców.